# ローレン・ギブマイヤ
ローレン・ギブマイヤ（Lauren Gibbemeyer、1988年9月8日 - ）は、アメリカ合衆国の元女子バレーボール選手。

## 来歴
ミネソタ州セントポール市出身。ミネソタ大学運動学部卒。
2006年にアメリカジュニア代表に選出され、同年の北中米ジュニア選手権に優勝、翌年7月のバレーボール女子ジュニア世界選手権4位入賞に貢献した。
2011年1月にアメリカ代表入りし、パンアメリカン競技大会に出場。ドミニカ共和国との3位決定戦ではブロック6本、アタック効果率42.1%の成績をマークし、銅メダル獲得に貢献した。
2011年11月、日本のトヨタ車体クインシーズに入団し、2011/12プレミアリーグでスパイク賞に輝いた。
2012年、イタリアセリエAのスカボリーニ・ペーザロに移籍した。同年のパンアメリカンカップで優勝を果たした。2013年より本格的に代表チームで活躍し、レギュラーとしてFIVBワールドグランプリで6位、グラチャンで銀メダルを獲得した。2013-14シーズンより、アゼルバイジャンリーグのロコモティフ・バクーに加入した。
2015年8-9月に日本で開催されたワールドカップで銅メダルを獲得した。

## 球歴
- ワールドカップ - 2015年
- グラチャン - 2013年、2017年
- ワールドグランプリ - 2013年、2014年、2015年、2017年

## 受賞歴
- 2012年 - 2011/12Vプレミアリーグ スパイク賞

## 所属クラブ
- Cretin-Derham Hall高校（ノーザンライツバレーボールクラブ）
- ミネソタ大学（2007-2010年）
- トヨタ車体クインシーズ（2011年-2012年）
- スカボリーニ・ペーザロ （2012-2013年）
- ロコモティフ・バクー (2013-2014年)
- イモコ・コネリアーノ（2014年）
- カザルマッジョーレ（2014-2017年）
- AGILバレー（2017-2018年）
- エジザージュバシュ（2018-2020年）
- アスリーツ・アンリミテッド（2021年）